# محمية دويزا الطبيعية
محمية دويزا-كويبي الطبيعية هي محمية طبيعية تقع في مقاطعة كيب الشرقية في جنوب أفريقيا، وتديرها وكالة كيب الشرقية للحدائق والسياحة. تبلغ مساحة الحديقة 5,450 هكتار (13,500 أكر). وتبلغ مساحة منطقة دويسا-كويبى البحرية المحمية، التي تمت إضافتها إلى الحديقة 19,293 هكتار (47,670 أكر).
تم تسجيل حوالي 290 نوعًا من الطيور في الحديقة.
من جهة، يحيط بالمحمية المحيط الهندي، ومن جهة أخرى المراعي الوعرة لمنطقة ترانسكاي السابقة.
تم تسجيل حوالي 290 نوعًا من الطيور في الحديقة.
من أعلى نقطة كوبولي، هناك مناظر رائعة عبر المحيط. 

## تاريخ
كانت محمية دويسا-كوييبي الطبيعية في الأصل أرضًا مملوكة للمزارعين المحليين.  في الوقت الحالي، تساهم المناقشات الدائرة في السياسة في جنوب أفريقيا حول ملكية الأراضي والاستدامة البيئية في تشكيل من يحصل على السيطرة على الأرض. تم إنشاء المحمية الطبيعية في البداية لحماية واحدة من آخر الغابات الساحلية المعروفة في جنوب أفريقيا، وأيضًا بسبب الاعتقاد بأن ممارسات الزراعة تدمر النظام البيئي المحلي.

## روابط خارجية
- حدائق كيب الشرقية